# Idactus spinipennis
Idactus spinipennis es una especie de escarabajo longicornio del género Idactus, tribu Ancylonotini, subfamilia Lamiinae. Fue descrita científicamente por Gahan en 1890.

## Descripción
Mide 16-22 milímetros de longitud.

## Distribución
Se distribuye por Benín, Yibuti, Eritrea, Etiopía, Kenia, Somalia, Sudán y Tanzania.